# Lippertskirchen
Lippertskirchen ist ein Gemeindeteil von Bad Feilnbach im oberbayerischen Landkreis Rosenheim. Das Kirchdorf liegt circa einen Kilometer nordwestlich von Bad Feilnbach.

## Geschichte
Lippertskirchen wird als Dietprestischiricha zwischen 1078 und 1091 erstmals in den Traditionen des Klosters Tegernsee genannt, als Frau Tita von Diepertskirchen durch den Ritter Gebolfl zwei Hörige als Zinspflichtige überträgt. 
Die Ortschaft Diepertskirchen, das heutige Lippertskirchen, war das namensgebende Stammhaus der Familie der Edlen von Diepertskirchen. Diese Edelleute hatten von Beginn des 11. bis Ende des 15. Jahrhunderts im Ort Lippertskirchen einen Sitz inne. Der Sitz ist als "Burgstall des Mittelalters und der frühen Neuzeit (Sitz Diepertskirchen)" ein Bodendenkmal. 

## Baudenkmäler

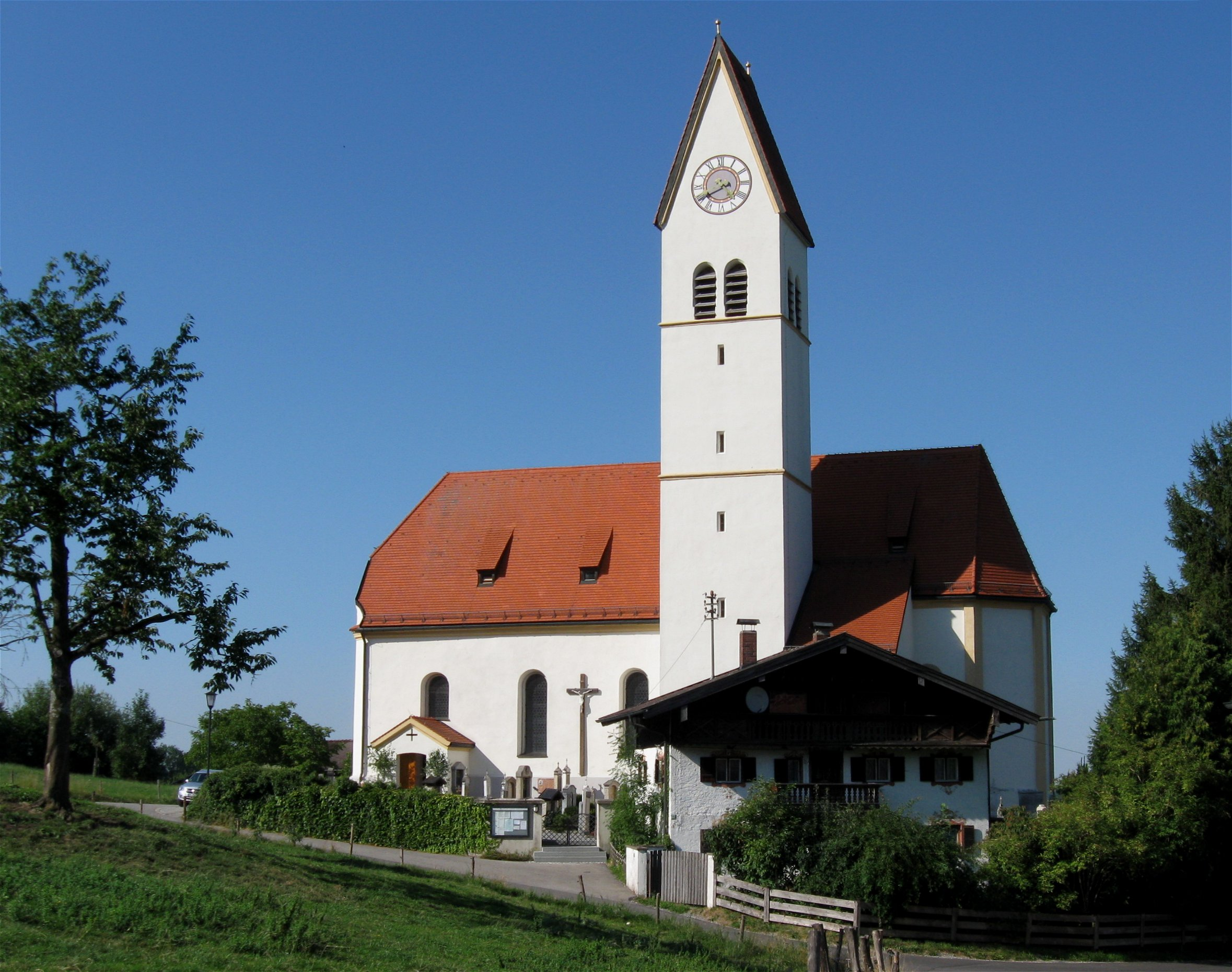
Kirche Mariä Himmelfahrt

- Katholische Filialkirche Mariä Himmelfahrt, im Kern aus dem 15. Jahrhundert

Siehe auch: Liste der Baudenkmäler in Lippertskirchen